# Usina Hidrelétrica de Boa Esperança
A Usina Hidrelétrica de Boa Esperança é uma usina localizada no Rio Parnaíba e operada pela CHESF. Anteriormente, a usina tinha a designação de "Usina Hidrelétrica Marechal Castelo Branco", mas recentemente tem a nomenclatura de "Boa Esperança". O projeto da usina foi idealizado pelo deputado federal Chagas Rodrigues.
As obras foram iniciadas em agosto de 1964 e o início da sua operação se deu em abril de 1970.

## História
Desde o primeiro governo de Getúlio Vargas (1930-1945), ficou assentado que os grandes empreendimentos, de interesse estratégico para o desenvolvimento do país, deveriam ficar sob tutela estatal. Com a crescente demanda por energia elétrica, o governo federal vinha realizando investimentos para a expansão do setor elétrico país, como meio de promover o desenvolvimento econômico e a industrialização, levando à criação da Companhia Hidro Elétrica do São Francisco (1945), Furnas (1957) e da Eletrobras (1962).
Os estudos para a construção da Usina de Boa Esperança começaram no final da década de 1950 por técnicos do Departamento Nacional de Obras Contra as Secas (DNOCS). O local escolhido foi entre a Cachoeira da Boa Esperança, localizada no rio Parnaíba, e a confluência com o riacho dos Macacos.
Em 1956, o deputado federal Chagas Rodrigues, apresentou e conseguiu a aprovação da emenda nº 496, destinando Cr$ 2.000.000,00 para uso em 1957, já neste ano, Chagas Rodrigues consegue aprovar a emenda nº 1753 que destinava o dinheiro para o aproveitamento hidrelétrico do rio Parnaíba.
Em 1959, foi criada a Superintendência do Desenvolvimento do Nordeste (Sudene), com o objetivo de promover o desenvolvimento econômico da Região Nordeste e a redução das desigualdades regionais. Nesse sentido, a expansão das fontes de energia elétrica seria fundamental para o desenvolvimento da economia da região Nordeste e do Meio Norte.
Em 1963, o governo federal criou a Companhia Hidro-Elétrica de Boa Esperaça (COHEBE), como uma sociedade de economia mista que tinha como acionistas a Eletrobras (50%), a Sudene (34%) e o DNOCS (10%). A companhia foi criada com o objetivo de planejar e executar a construção da usina, monitorando todas as etapas da obra, além de promover a geração e o comércio da energia elétrica após a conclusão da hidrelétrica.
Foi requisitada a participação de diversos órgãos e empresas, públicas e privadas, como a Sudene, o DNOCS, o Ministério de Minas e Energia, e os governos do Maranhão e Piauí, que ficaram sob coordenação da COHEBE.
As obras começaram em 1963, na cidade de Guadalupe (PI) e duraram sete anos.
Em 1967, a COHEBE recebeu um empréstimo de NCr$ 4.903.650,00 da Agência dos Estados Unidos para o Desenvolvimento Internacional (USAID).
A COHEBE construiu duas cidades para alocação das população deslocada com a formação do reservatórioː as novas cidades de Nova Iorque (MA) e Guadalupe (PI). Também foram afetados pela inundação os povoados de Porto Alegre (PI) e Porto Franco (PI) e Porto Seguro (MA) e São José (MA), e partes das cidades de Uruçuí (PI) e Benedito Leite (MA).
Foram construídos centenas de quilômetros de sistemas de transmissão percorrendo o Maranhão e o Piauí, incluindo 450 km de torres de transmissão entre as capitais São Luís e Teresina.
Em 7 de abril de 1970, entrou em operação o primeiro gerador da Usina de Boa Esperança.
Em 1973, a Chesf absorveu a Companhia Hidro Elétrica de Boa Esperança (COHEBE).
Em 1980, o Maranhão foi transferido para área de atuação da Eletronorte, ocorrendo a transferência dos ativos da Chesf localizados no estado para a Eletronorte.
A usina teve a sua capacidade de geração ampliada com a entrada em operação de duas unidades de 63 MW (29 de março de 1990 e 11 de setembro de 1991), elevando sua capacidade para 237 MW.

## Localização
A Usina Hidrelétrica de Boa Esperança está situada entre a cidade piauiense de Guadalupe, a 380 km da capital Teresina, e o município maranhense de São João dos Patos, 540 km de São Luís.

## Lago artificial
A Usina forma um lago artificial grande, atingindo alto volume de água até a cidade de Porto Alegre do Piauí. No Maranhão, a única cidade que se situa às margens do rio Parnaíba e que é banhada pelo lago artificial do mesmo é Nova Iorque. Na cidade de Guadalupe, às margens do lago, há hotéis e balneários.

## Represa
Represamento de Boa Esperança é feito por uma barragem do tipo mista terra-enrocamento, com altura máxima de 53 m, e comprimento total da crista de 5.212 m, associada a estruturas de concreto tais como: vertedouro dotado de 6 comportas.
O Aproveitamento de Boa Esperança tem uma área de drenagem de 87.500 km², e está instalado no rio Parnaíba, cuja bacia hidrográfica tem uma área da ordem de 300.000 km²

## Potência
A vazão máxima é de 12000 m³/s (incluindo o vertedouro com 6 comportas). Possui casa de força do tipo semi-abrigada, com 4 unidades geradoras acionadas por turbinas Francis, sendo 2 unidades de 55.000 kW cada, e 2 unidades de 63.650 kW cada, totalizando uma capacidade instalada de 237,3 MW.
O sistema utilizado para disponibilizar a energia gerada é composto por uma subestação elevadora com 03 transformadores de 70 MVA e 01 de 60 MVA, que elevam a tensão de 13,8 kV para 230 kV. A partir desse ponto é feita a conexão com o sistema de transmissão da CHESF através da Subestação de Boa Esperança II - 500/230 kV.

## Rio Parnaíba
Nicolau Resende descobriu o Rio Parnaíba por volta de 1640, quando sofreu um naufrágio nas proximidades de sua foz. Foi bastante explorado pelo bandeirante Domingos Jorge Velho, dando-lhe o seu nome atual.
O rio nasce da Chapada das Mangabeiras, que atualmente é preservada pelo Parque Nacional das Nascentes do Rio Parnaíba, numa altitude da ordem de 700 metros, da confluência principalmente de três cursos d'água. Percorre cerca de 1.450 km até sua desembocadura no Oceano Atlântico, onde forma o Delta do Rio Parnaíba. Compreende três cursos: Alto Parnaíba, Médio Parnaíba e Baixo Parnaíba.
O rio Parnaíba situa-se em uma área de transição entre o Nordeste Árido e a região amazônica. O regime do Parnaíba é pluvial, tendo declividade acentuada de sua nascente até o município de Santa Filomena, sofrendo a partir daí uma redução gradativa.
O Vale do Parnaíba possui mais de três mil quilômetros de rios perenes, centenas de lagoas e a metade da água de subsolo do Nordeste.